# 阿不都热依木·艾沙
阿不都热依木·艾沙维吾尔族，新疆人，中国政治人物。

## 生平
1953年底至1954年初，中共中央新疆分局和新疆省人民政府领导开始商议筹建哈萨克自治州（当时州名尚未确定）。1954年3月底，中共中央新疆分局决定成立辖制伊塔阿三区的行署级的哈萨克自治州筹备委员会，要求哈萨克自治州在1954年底前组建完成。1954年4月20日到21日，中共中央新疆分局和新疆省人民政府在乌鲁木齐市天山饭店就成立辖制伊塔阿三区的的行署级的哈萨克自治州召开会议，新疆各民族、各界代表及新疆省推行民族区域自治州筹备委员会委员共120人与会。会议决定成立一个由50余人组成的哈萨克自治州筹备委员会，任命帕提汗·苏古尔巴也夫为筹委会主席，李铨、阿不都热依木·艾沙、艾尼瓦尔·加古林、玉素甫汗·昆拜为筹委会副主席，库尔班阿里·乌斯曼诺夫为筹委会秘书长。4月22日，辖制伊塔阿三区的行署级的哈萨克自治州筹委会在天山饭店举行第一次会议，筹委会决定任命帕提汗·苏古尔巴也夫等人为筹委会常委，任命陈锡华、艾波迪开里木·阿吉约夫、瓦哈甫·穆黑提为筹委会副秘书长。同时，中共中央新疆分局决定成立以李铨、陈锡华、沙迪约夫、阿不都热依木·艾沙、艾里哈木·阿克塔木、库尔班阿里·乌斯曼诺夫这七个人组成的筹委会党组，李铨任书记。
1956年，当选中国伊斯兰教协会第二届委员会委员。1957年7月8日，是伊斯兰教古尔邦节，中国伊斯兰教朝觐团由团长吴鸿宾、副团长刘品一、阿不都热衣木·艾沙率领，6月从北京启程经云南、缅甸、印度到沙特阿拉伯麦加朝觐。全团共17人，包括全国人民代表大会代表、知名的大毛拉、阿訇等各界人士。
1957年12月16日至1958年4月26日，中共新疆维吾尔自治区党委扩大会议在乌鲁木齐召开。会上开展了对党内地方民族主义的揭露批判，中共新疆维吾尔自治区党委各常委分别发言。会议通过了《关于反对和克服地方民族主义的决议》和《关于赛甫拉也夫、伊敏诺夫、艾斯海提等同志错误的处分及开除孜牙·赛买提、依不拉音·吐尔地、阿不都热衣木·艾沙、阿赛德、阿不列孜·卡里等党籍的决定》。中共新疆维吾尔自治区党委第一书记王恩茂在会议结束时作了题为《为党的解决民族问题的马克思列宁主义路线而斗争》的总结报告。